# Gintaras Jasinskas
Gintaras Jasinskas (Kapsukas, RSS de Lituania; 28 de enero de 1968 – 27 de septiembre de 2024) fue un biatleta lituano.

## Carrera
Participó en dos ediciones de los Juegos Olímpicos de Invierno, la primera de ellas fue en Albertville 1992 donde fue el portador de la bandera en la ceremonia de apertura, donde compitió en la prueba individual masculina en la que finalizó en la posición 19 entre 94 participantes; y en el evento de sprint terminó en la posición 64 entre 94 participantes.
Su segunda aparición fue el Lillehammer 1994 donde finalizó en la posición 54 del evento individual entre 70 participantes, y en el evento de sprint terminó en la posición 55 entre 68 participantes.